# Fan Kwai Lun Chau
Fan Kwai Lun Chau är öar i Hongkong (Kina). De ligger i den östra delen av Hongkong.